# Synode des patristischen Kalenders in Griechenland
Die Heilige Metropolitansynode des väterlichen Kalenders der Kirche der wahren orthodoxen Christen Griechenlands (griechisch Ἡ Ἱερά Μητροπολιτική Σύνοδος Πατρώου Ἑορτολογίου τῆς Ἐκκλησίας Γνησίων Ὀρθοδόξων Χριστιανῶν Ἑλλάδος, deutsch auch Genuin Orthodoxe Kirche) ist eine altkalendarische orthodoxe Kirche in Griechenland und anderen Ländern.

## Strukturen
Die Kirche besteht aus neun Diözesen in Griechenland, Georgien, Abchasien, der Slowakei, Kroatien, Deutschland, Brasilien und Ecuador. Die Kirche wird von Metropolit Angelos Anastasiou geleitet.
Die deutsche Diözese wird von Erzbischof Moses Görgün geleitet, ihr Sitz ist das Kloster St. Gabriel in Altenbergen. Die Kirche hat zwei Männer- und drei Frauenklöster. 
Sie steht in Kirchengemeinschaft mit der Russischen Wahren Orthodoxen Kirche unter Metropolit Raphael.

## Geschichte
2007 verließ der Metropolit von Avlona und Böotien Angelos die Kirche der wahren orthodoxen Christen Griechenlands (Kallinikos-Synode) und gründete die neue Kirche. Er schuf eine Kirchengemeinschaft mit der altkalendarischen orthodoxen Heiligen Synode von Mailand und konnte mit deren Hilfe Bischöfe für seine Kirche weihen.
2010 bildete er eine Kirchengemeinschaft mit der altkalendarischen Bulgarischen Orthodoxen Kirche unter Metropolit Servatios, 2011 mit der altkalendarischen Autonomen Orthodoxen Metropolie von Nord- und Südamerika und der Russischen Wahren Orthodoxen Kirche unter Metropolit Raphael. 
Die nordamerikanische Kirche beendete die Kirchengemeinschaft 2014 wieder wegen des Festhaltens am Imjaslawie durch die griechische und die russische Kirche.